# Fibrină bogată în trombocite
Fibrina bogată în trombocite (PRF) sau fibrina bogată în leucocite și trombocite (L-PRF) este un derivat al PRP în care trombocitele și leucocitele autologe sunt prezente într-o matrice complexă de fibrină pentru a accelera vindecarea țesuturilor moi și dure și este utilizată ca schelă pentru ingineria tisulară în chirurgia orală și maxilo-facială. PRF se încadrează în codul de produs KST al FDA, etichetându-l ca produs pentru recoltarea de sânge/hematologie, clasificându-l ca fiind scutit de 510(k).